# アウトビアンキ・Y10
アウトビアンキ・Y10とは、イタリアのアウトビアンキがかつて発売していたハッチバック車。

## 概要
1985年にA112の後継車として発売されたが、すでにアウトビアンキの商標はフィアットグループの所有であったため、イタリア、フランス、日本以外ではランチア・Y10 (Lancia Y10) として、同じフィアットグループのランチアから販売された。日本でアウトビアンキブランドで販売されたのは、一部のマニアにA112アバルトが人気で、そのイメージを活用するためである。
搭載されたエンジンは、発売当初は999cc直4SOHC（ファイアエンジン）、1,049cc直4SOHC、1,049cc直4SOHCインタークーラーターボ（当時のヨーロッパでは最小のターボだった）というラインナップであった。特にファイアエンジンは後にパンダやウーノに搭載される新技術で、後輪のΩアーム式サスペンションとともに、パンダやウーノに先駆けて採用された。燃料供給は当初キャブレターであったが、後のマイナーチェンジではインジェクションが採用されたモデルも登場した。
インテリアは「小さな高級車」と呼ぶに相応しく、上級グレードにはパワーウィンドウ・集中ロック・エアコンなども搭載し、ダッシュボードやドアトリムにはアルカンターラ素材が用いられている。乗車定員は5人。
バリエーションも豊富で、4WDモデルやCVT搭載モデルのほかに、フィラやミッソーニなどのアパレルブランドの限定車が存在する。
日本においては、当時フィアット輸入代理店であったジヤクスによって輸入され、ファイア・ファイアLX・ツーリング・ターボ・アバルトターボ・4WDの6車種を販売、最後にはツーリングベースのネロスペチアーレという黒一色の日本限定仕様も発売された。その後、ランチアの正規輸入元になったオートザムがY10を引き継ぎ、フェーズIIバージョンである1.3GTie.の1車種が販売されたが、販売台数が伸びずに他車種を導入するには至らず、正規輸入は途絶えてしまった。

## 歴史
- 1985年 - ジュネーブショーで発表、同年発売。
- 1989年 - マイナーチェンジ。シングルポイント・インジェクションを採用したファイアエンジン（1,108cc直4SOHC）と、ターボに代わりマルチポイント・インジェクションを採用した1,300cc直4SOHCがラインナップされた。
- 1992年 - マイナーチェンジ。内装を大幅に変更。
- 1994年 - 生産終了。同時にアウトビアンキブランドも消滅した。後継はランチア・イプシロン。